# Office of Film and Literature Classification (Australia)
Office of Film and Literature Classification (Australia) (română Oficiul de clasificare a filmelor și a cărților)  este o organizație guvernamentală înființată de Guvernul Australiei care clasifică filme, jocuri video și publicațiilor de la înființarea ei în 1970.

## Clasificarea filmelor și a jocurilor

### Fără restricții/Cu acordul părinților ori familiei
În clasificarea de mai jos se găsesc rating-uri fără restricții și care necesită supraveghere — acestea nu impun restricții legale legate de accesarea sau distribuirea materialelor.:
- E (Scutit de clasificare) – Numai câteva tipuri de materiale (cum ar fi cele educaționale sau artistice) pot fi scutite de la clasificare. Materialul nu trebuie să depășească restrângerile clasificării PG.[2]

- G (General) – Film sau joc destinat publicului larg. Ceva care primește ratingul G nu este neapărat un film sau joc destinat copiilor.

- PG (numai cu supravegherea părinților) – Are material pe care copii mici le pot găsi derutante sau supărătoare.

- M (Recomandat pentru asistența matură) – Are material care poate cere o perspectivă matură dar nu solicită foarte mult audiența tânără. Acesta este cel mai mare rating nerestricționat.

### Restricționate
- MA15+ Nepermis copiilor sub 15 ani fără supravegherea unui adult

- R18+ (Interzis persoanelor sub 18 ani)

- X18+ (Interzis persoanelor sub 18 ani) – Material pornografic

- RC (Clasificarea refuzată) – Are material considerat prea ofensatorr în ceea ce privește standardele morale și ale decenței.

## Ratinguri pentru publicații
– Fără restricții
 – Mature- Nu este recomandat cititorilor sub 15 ani.
 – Categoria restricționată 1 – Interzis persoanelor sub 18 ani.
 – Categoria restricționată 2 – în general pornografie.